# Visz
Visz ist eine ungarische Gemeinde im Kreis Fonyód im Komitat Somogy.

## Geografische Lage
Olaszfalu liegt 9 Kilometer südlich des Balaton. 41 Kilometer nördlich des Komitatssitzes Kaposvár, 18 Kilometer südöstlich der Kreisstadt Fonyód, an dem Fluss Tetves-patak. Nachbargemeinden sind Látrány, Teleki, Nagycsepely, Karád und Somogytúr.

## Geschichte
Im Jahr 1913 gab es in der damaligen Kleingemeinde 41 Häuser und 300 Einwohner auf einer Fläche von 1044 Katastraljochen. Sie gehörte zu dieser Zeit zum Bezirk Lengyeltóti im Komitat Somogy.

## Sehenswürdigkeiten
- Römisch-katholische Kapelle Rózsafüzér királynéja-kápolna

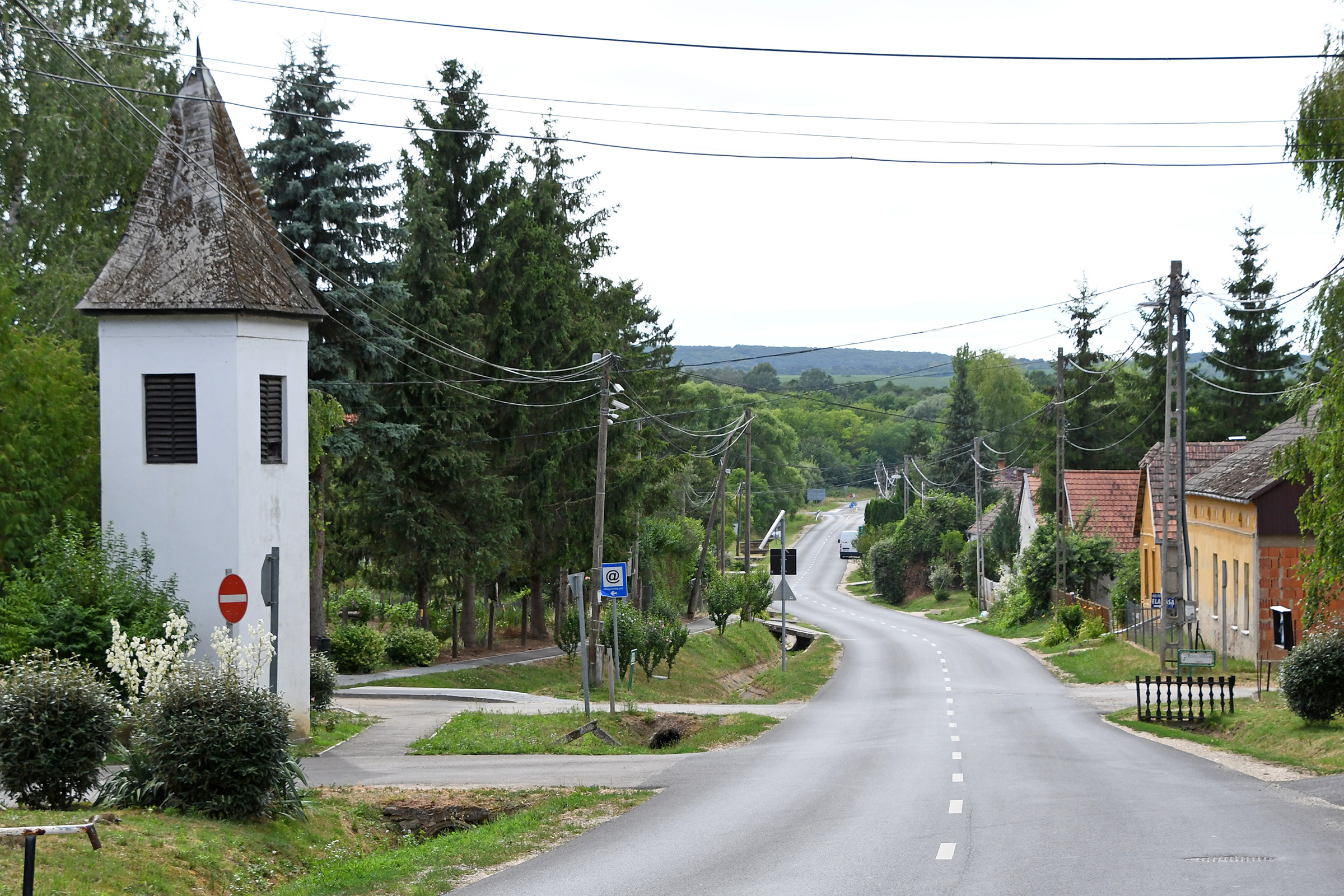
Glockenturm in Visz an der Landstraße Nr. 6514

## Verkehr
Durch den Ort verläuft die Landstraße Nr. 6514. Am westlichen Ortsrand liegt die Hauptstraße Nr. 67.  Der nächstgelegene Bahnhof befindet sich 10 Kilometer nördlich in Balatonszemes.